# Konrad Ludwig Klingelhöfer
Konrad Ludwig Klingelhöfer (* 29. Dezember 1841 in Großseelheim (Landkreis Marburg-Biedenkopf); † 28. September 1895 ebenda) war ein deutscher Kommunalpolitiker und Abgeordneter des Provinziallandtages der preußischen Provinz Hessen-Nassau.

## Leben
Konrad Ludwig Klingelhöfer wurde als Sohn des Landwirts Konrad Klingelhöfer und dessen Gemahlin Eva Klingelhöfer geboren. Nach seiner Schulausbildung übernahm er den väterlichen Landwirtschaftsbetrieb und wurde in seinem Heimatdorf stellvertretender Bürgermeister. 1881 erhielt er ein Mandat für den Kurhessischen Kommunallandtag des preußischen Regierungsbezirks Kassel, aus dessen Mitte er zum Abgeordneten des Provinziallandtages der Provinz Hessen-Nassau bestimmt wurde.
Der Kommunallandtag erklärte am 15. Dezember 1891 Klingelhöfers Mandat für erloschen, weil das Amtsgericht Kirchhain ihn am 23. November wegen Verschwendung entmündigt hatte.